# Buck Rogers: Matrix Cubed
Buck Rogers: Matrix Cubed es un videojuego de rol para MS-DOS de temática de ópera espacial, protagonizado por el personaje Buck Rogers, desarrollado y publicado por Strategic Simulations en 1992. Utiliza el motor Gold Box. El juego se desarrolla en el escenario de campaña Buck Rogers XXVC. Matrix Cubed es la secuela de Countdown to Doomsday, que se lanzó en 1990.

## Trama
El grupo del jugador es invitado a asistir a la coronación de un nuevo Rey Sol en Mercurio. También se encuentran con el Dr. Romney, quien les explica que ha descubierto una forma de crear una increíble fuente de energía gratuita, con el potencial de reconstruir la Tierra y desafiar el poder de RAM (Russo-American Mercantile).
Buck pide al equipo que encuentre al Dr. Coldor en la estación Copernicus en la Luna. La estación espacial está llena de funcionarios corruptos, y un importante fabricante de armas también está involucrado. Además, los esclavistas de RAM operan en la zona, lo que da al jugador otra oportunidad de poner a prueba sus habilidades. El equipo descubre que su nave ha sido saboteada, llenándola de radiación, y se ven obligados a evacuar utilizando cápsulas de escape. Aunque el lanzamiento mata a la mayoría de los enemigos que los enfrentan, Sid Refuge logra saltar a bordo y aferrarse a la aleta trasera, donde más tarde es recogido por las fuerzas de PURGE ("Prevención de Investigaciones No Deseadas y de Ingeniería Genética").
Los Amaltheanos son descendientes de los investigadores originales que desarrollaron a los Stormriders genéticamente modificados para vivir en ciudades flotantes sobre las tormentas turbulentas de Júpiter. Tras infectar los tanques genéticos con un gennie creado por la raza Stormrider como castigo por esclavizarlos, son llevados a una plataforma de minería de gas en órbita, profundamente dentro de la atmósfera turbulenta de Júpiter.
El Dispositivo Matriz está a punto de ser activado cuando RAM ataca, junto con un Sid Refuge enloquecido que intenta apoderarse del dispositivo para PURGE. Sin embargo, una vez que logran infectar los tanques genéticos con un gennie desarrollado por los Stormriders, el Dr. Makali acepta ayudarles a construir el Dispositivo Matriz.
Llevan a Makali a una plataforma de minería de gas en órbita, profundamente dentro de la atmósfera de Júpiter. Los científicos logran activar el Dispositivo Matriz, asegurando así la resurrección de la Tierra y la eventual caída de RAM.

## Recepción
SSI vendió 38.086 copias de Matrix Cubed. Scorpia, de Computer Gaming World en 1992, criticó a SSI por, al igual que hizo con Eye of the Beholder, darle al juego un final abrupto y anticlimático. Concluyó que:
«en general, Matrix Cubed es una decepción. Aparte del horrible final, las piezas simplemente no encajan tan bien como deberían»
Y lo consideró inferior a Countdown to Doomsday. En 1993, la revista declaró que el juego era «una secuela decepcionante», y aconsejó a aquellos que no fueran «auténticos fanáticos acérrimos de Rogers» que lo evitaran.
El juego fue reseñado en 1992 en el número #182 de Dragon Magazine por Hartley, Patricia y Kirk Lesser en la columna «The Role of Computers». Los críticos le otorgaron al juego una puntuación de 4 sobre 5 estrellas.

## Reseñas
- Zero (Mayo de 1992).[6]
- Power Play (Marzo de 1992).[7]
- Amiga Joker (Abril de 1992).[8]